# 甲斐上野駅
甲斐上野駅（かいうえのえき）は、山梨県西八代郡市川三郷町上野にある、東海旅客鉄道（JR東海）身延線の駅である。
普段は特急「ふじかわ」は通過するが、JR東海主催のウォーキングイベント等の際に臨時に停車する事がある。

## 歴史
昭和2年上野村議会は村内に駅を設置することを希望し昭和3年度から昭和7年度迄富士身延鉄道に対し毎年寄付をすることを決議した。なお当駅の場所は上野村と大塚村の境に当たる。

### 年表
- 1928年（昭和3年）3月30日：富士身延鉄道市川大門 - 甲府間開通時に、一般駅として開設[1][2]。
- 1938年（昭和13年）10月1日：富士身延鉄道を鉄道省（国鉄の前身）が借上げ[1][2]。
- 1941年（昭和16年）5月1日：国有化、鉄道省身延線の駅となる[1]。
- 1959年（昭和34年）12月7日：車扱貨物取扱廃止[3]。
- 1961年（昭和36年）10月1日：貨物取扱廃止[3]。
- 1972年（昭和47年）9月20日：荷物扱い廃止[2]。
- 1983年（昭和58年）6月1日：無人駅化[4]。
- 1987年（昭和62年）4月1日：国鉄分割民営化に伴い、JR東海の駅となる[1]。
- 2003年（平成15年）2月：駅舎改築。
- 2025年（令和7年）10月1日：ICカード「TOICA」の利用が可能となる（予定）[5][6]。

## 駅構造
島式ホーム1面2線を有する地上駅。線路は東西に走り、北側から駅舎、1、2番線の順に並んでいる。側線が1本あって、構内の芦川よりから東花輪駅方向に分岐し、当駅ホーム脇で途切れている。
ホーム芦川方端はスロープになっておりここから駅舎に遮断機・警報機付構内踏切が伸びている。この構内踏切は1番線の線路と側線を越えて駅舎にいたっている。
簡便な駅舎は2003年（平成15年）2月に出来たもので、コンクリート一階建ての小ぶりな建築物である。内部には待合所があるが無人駅なので窓口はなく、自動券売機は設置されていないので切符を購入することが出来ない。南甲府駅管理。
ホーム上には木造の、上屋と一体化した開設当初からの待合所が設けられている。

### のりば
| 番線 | 路線      | 方向 | 行先           |
| ---- | --------- | ---- | -------------- |
| 1    | CC 身延線 | 下り | 甲府方面       |
| 2    | CC 身延線 | 上り | 身延・富士方面 |

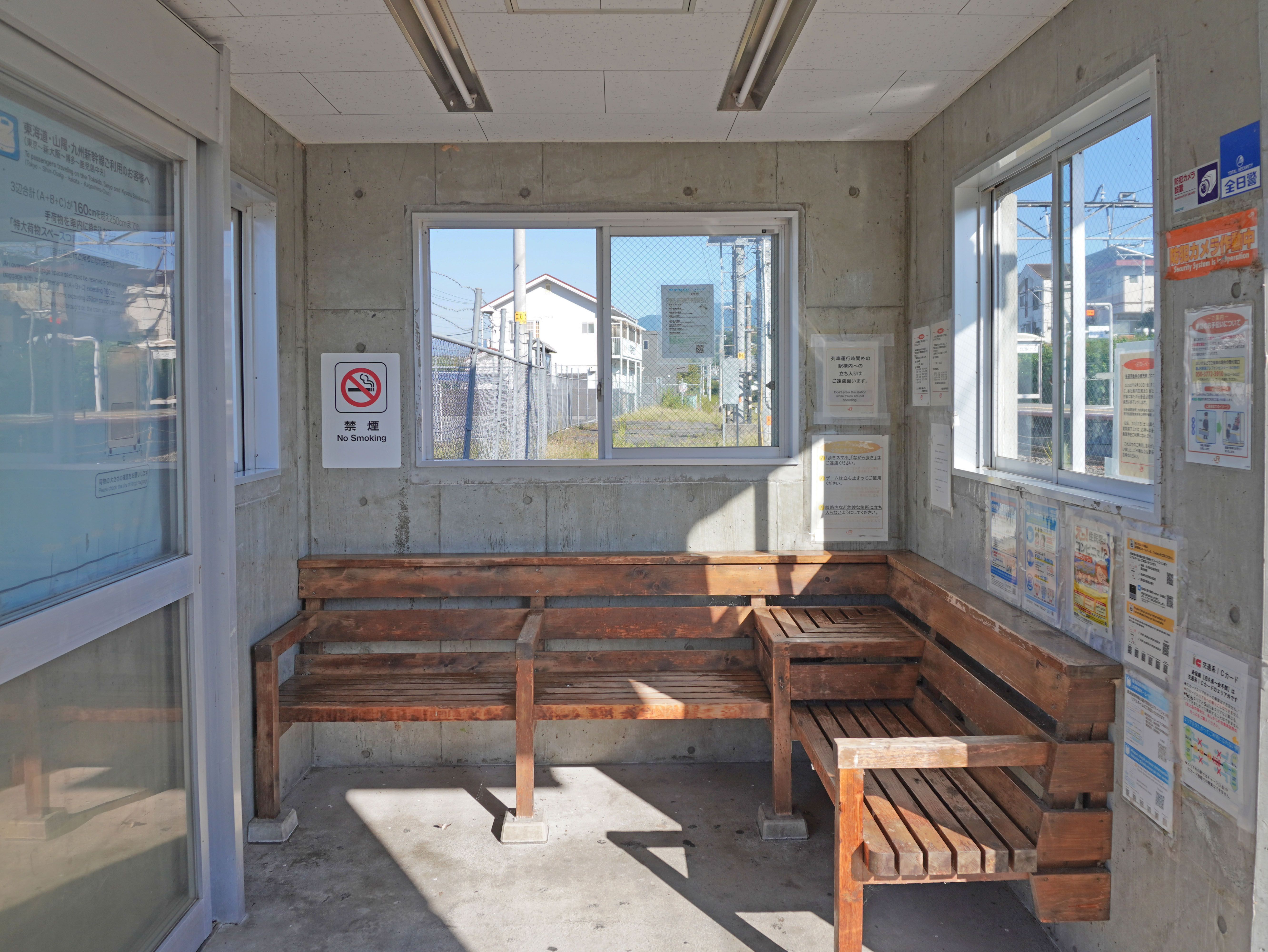
待合室（2022年10月）
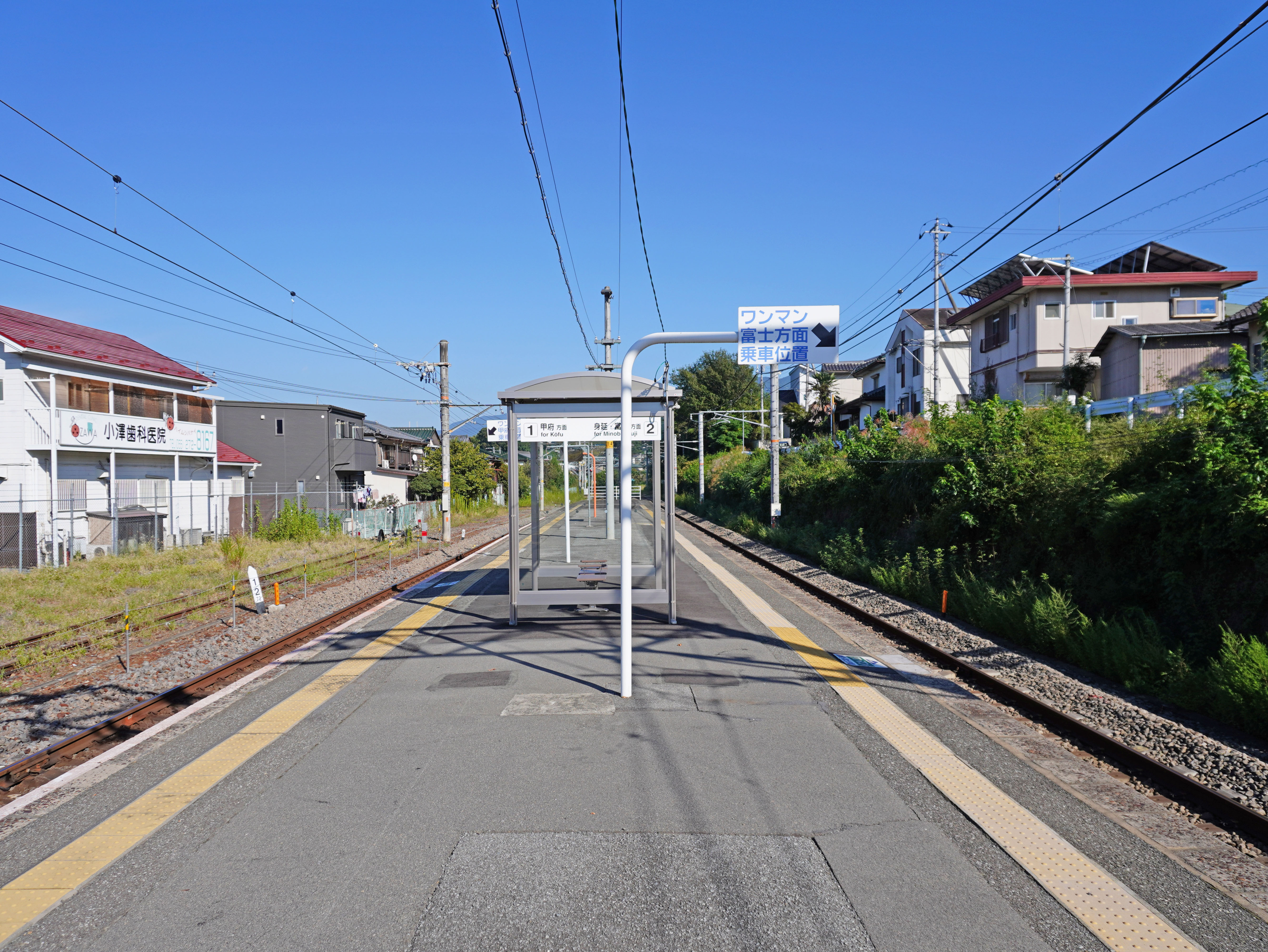
ホーム（2022年10月）
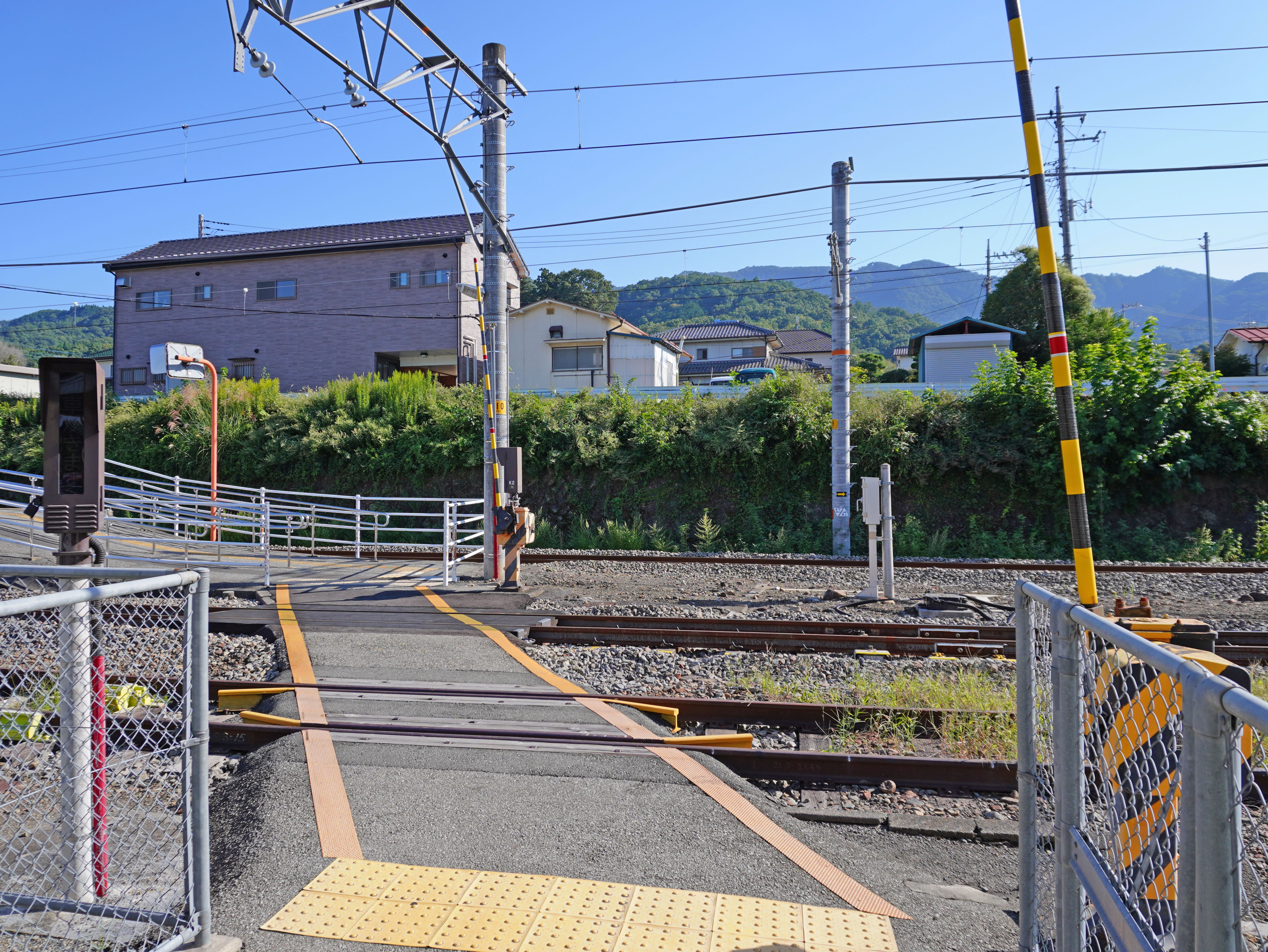
構内踏切（2022年10月）

## 利用状況
1日平均乗車人員は以下の通り。
| 乗車人員推移 | 乗車人員推移 |
| 年度         | 1日平均人数  |
| ------------ | ------------ |
| 2006         | 94           |
| 2007         | 95           |
| 2008         | 111          |
| 2009         | 108          |
| 2010         | 104          |
| 2011         | 88           |
| 2012         | 85           |
| 2013         | 96           |
| 2014         | 85           |
| 2015         | 82           |
| 2016         | 73           |
| 2017         | 72           |
| 2018         | 72           |

## 駅周辺

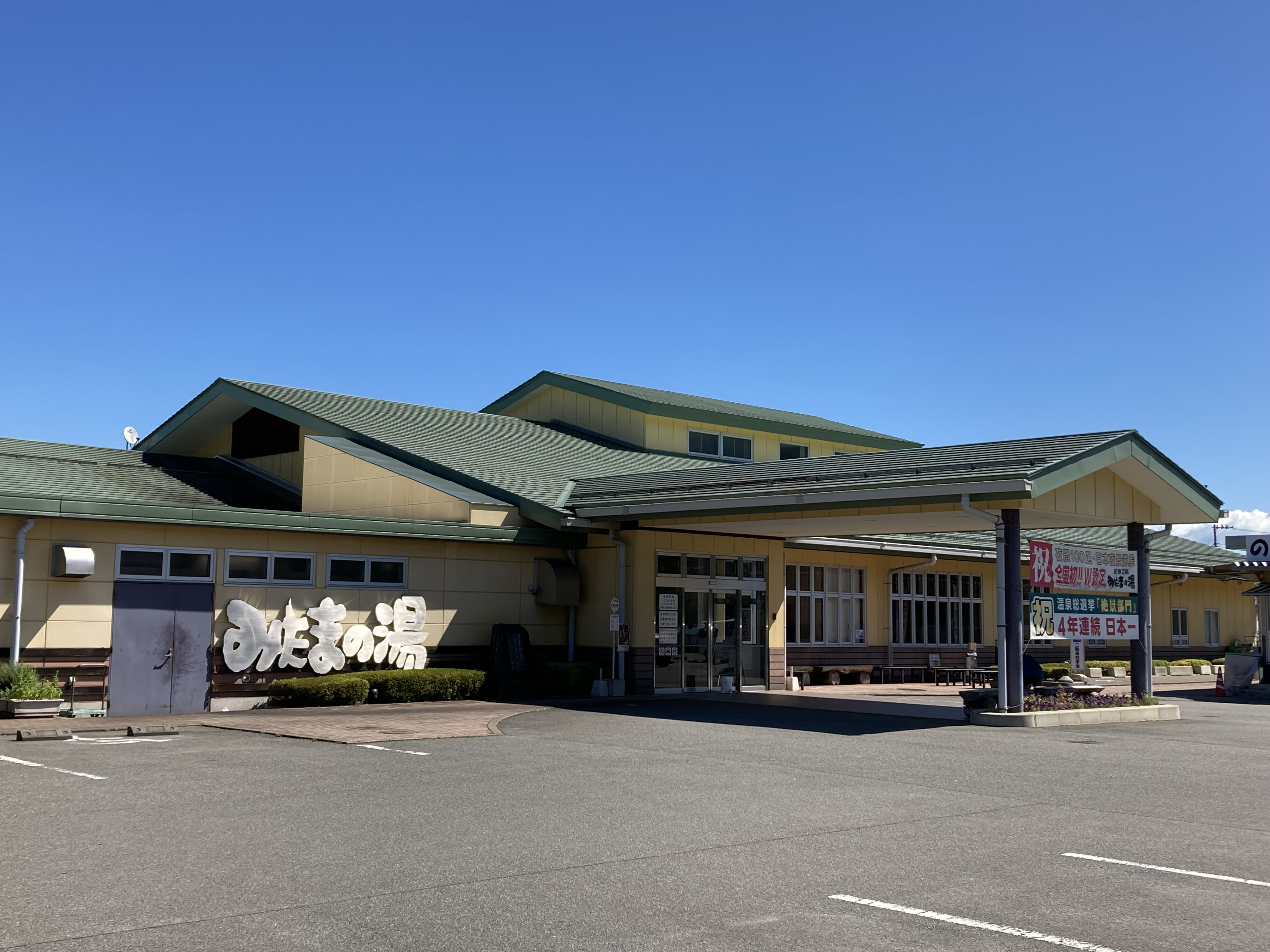
みたまの湯

町内三珠地区中心集落、上野にある駅である。市川三郷町役場三珠庁舎（旧三珠町役場）や町立三珠中学校は当駅 - 芦川駅間にあり、当駅からは500m程距離がある。
駅周辺は市川團十郎の祖先にゆかりのある土地で12代目市川團十郎が新聞社と三珠町に要請して建立された市川團十郎の顕彰碑がある。この周辺が歌舞伎文化公園として整備されており駅からは南へ300m程の距離であるが、駅からは上り坂でのアプローチとなる。
- 笛吹川
- 上野郵便局
- 国道140号
- みたまの湯

## 隣の駅
東海旅客鉄道（JR東海）
CC 身延線
芦川駅 - 甲斐上野駅 - 東花輪駅